# Esbach (Herrieden)
Esbach ist ein Gemeindeteil der Stadt Herrieden im Landkreis Ansbach (Mittelfranken, Bayern). Esbach liegt in der Gemarkung Neunstetten.

## Geographie
Beim Weiler entspringt der Steinbach, ein linker Zufluss des Käferbachs, der wiederum ein linker Zufluss der Altmühl ist. Im Norden und im Südosten jenseits der Bundesautobahn 6 grenzen Gewerbeflächen an. Im Westen liegt das Steinbacher Holz, im Südwesten der Burgerwald. Gemeindeverbindungsstraßen führen nach Regmannsdorf (0,8 km südlich), Steinbach (1 km westlich) und zur Staatsstraße 2248 bei der Anschlussstelle 51 zur Bundesautobahn 6 (0,6 km nordöstlich).

## Geschichte
Wohl aus dem Erbe der Dornberger besaßen 1388 die Herren von Heideck Güter in Esbach.
1736 regelte ein Vertrag zwischen Brandenburg-Ansbach und Eichstätt strittige Fragen um Ansprüche im jeweils fremden Territorium. Hierbei wurde anerkannt, dass Esbach zwar innerhalb der ansbachischen Fraisch lag, aber die Dorf- und Gemeindeherrschaft dem eichstättischen Stiftskapitel Herrieden zustand.
Gegen Ende des Alten Reiches, im Jahr 1800, gab es in dem Weiler sechs Haushalte, die alle dem eichstättischen Stiftskapitel Herrieden untertan waren.
Im Königreich Bayern wurde Esbach im Zuge des Gemeindeedikts (frühes 19. Jahrhundert) dem Steuerdistrikt und der Ruralgemeinde Neunstetten zugeordnet und gehörte damit zum Landgericht und Rentamt Herrieden. Mit Neunstetten wurde Esbach im Zuge der Gebietsreform in Bayern zum 1. Januar 1972 nach Herrieden im Landkreis Ansbach eingemeindet.

## Einwohnerentwicklung
| Jahr      | 001818 | 001840 | 001861 | 001871 | 001885 | 001900 | 001925 | 001950 | 001961 | 001970 | 001987 |
| Einwohner | 34     | 50     | 39     | 35     | 43     | 43     | 33     | 36     | 31     | 26     | 25     |
| Häuser    | 8      | 6      |        |        | 10     | 7      | 6      | 6      | 6      |        | 5      |
| Quelle    | [ 11 ] | [ 12 ] | [ 13 ] | [ 14 ] | [ 15 ] | [ 16 ] | [ 17 ] | [ 18 ] | [ 19 ] | [ 20 ] | [ 1 ]  |

## Religion
Der Ort ist römisch-katholisch geprägt und bis heute nach St. Vitus und Deocar (Herrieden) gepfarrt. Die Einwohner evangelisch-lutherischer Konfession sind nach St. Laurentius (Elpersdorf bei Ansbach) gepfarrt.